# Loudermilk
Loudermilk är en amerikansk komedi- och dramaserie från vars första säsong hade premiär den 17 oktober 2017. Serien är skapad av Peter Farrelly och Bobby Mort som även svarat för seriens manus. Farrelly har också regisserat serien tillsammans med Bobby Farrelly. Första säsongen bestod av tio avsnitt. Serien har även förnyats med en andra och en tredje säsong om vardera tio avsnitt. Serien kommer att kunna ses på Viaplay med start 12 juli 2023.

## Handling
Serien kretsar kring Sam Loudermil som är en före detta alkoholist och arbetar som missbruksrådgivare. Han har förmågan att göra alla som han möter förbannade, och då hans liv är en enda röra, så är avhållsamheten till alkohol hans minsta problem.

## Rollista i urval
- Ron Livingston - Sam Loudermilk
- Will Sasso - Ben Burns
- Anja Savcic - Claire Wilkes
- Laura Mennell - Allison Montgomery
- Brian Regan - Winston "Mugsy"  Bennigan
- Ricky Blitt - Hiram
- Timothy Webber - Ed
- Viv Leacock - Stevie
- Jackie Flynn - Tony
- Mat Fraser - Roger Frostly
- Sam Bob - Cloud
- Tyler Layton-Olson - Cisco